# Traduction de Joseph Smith (Bible)
 (février 2018).
La Traduction de Joseph Smith est le titre d'un recueil présenté comme une version révélée des textes originaux de la Bible à Joseph Smith. Selon Joseph Smith, Dieu lui commanda de faire ce travail qu'il commença en juin 1830. Le terme « traduction » n'est pas utilisé ici dans son sens habituel, puisque Joseph Smith ne travaillait pas depuis un document à traduire.

## Histoire
Lorsque Sidney Rigdon et Joseph Smith étaient chez eux en Ohio, la traduction révélée de la Bible était leur préoccupation majeure. La fréquence avec laquelle il est fait allusion à ce travail dans les documents historiques de cette période met en évidence l'importance de l'entreprise. Joseph Smith commença cette œuvre en 1830 dans l'État de New York. Quand il arriva en Ohio en février 1831, il poursuivit son travail sur l'Ancien Testament avec l'aide de son secrétaire, Sidney Rigdon. Au début de mars, il se concentra sur la traduction du Nouveau Testament. Pendant les deux années qui suivirent, Joseph Smith et Sidney Rigdon poursuivirent leur travail sur le Nouveau et l'Ancien Testament. Ils déclarèrent avec optimisme leur travail terminé le 2 juillet 1833.
Si la plus grande partie de la traduction était terminée dès juillet 1833, Joseph Smith continua jusqu'à sa mort en 1844 à apporter des modifications pendant qu'il préparait un manuscrit pour la publication. Il publia certaines parties de la traduction de son vivant, mais il est possible qu'il aurait apporté d'autres changements s'il avait vécu assez longtemps pour publier l'ouvrage complet. L'Église réorganisée de Jésus-Christ des saints des derniers jours (aujourd'hui Communauté du Christ) publia, en 1867, la première édition de la traduction inspirée de Joseph Smith. Depuis lors elle en a publié plusieurs éditions sous le titre : Version inspirée.

## Méthode de travail
Pour faire ses révisions Joseph Smith utilisait une grande Bible, une édition de 1828 de la Bible du roi Jacques. Quand il y découvrait des versets qui lui paraissaient avoir besoin d'être révisés, il les cochait ou les marquait d'une croix au début et une autre à la fin. Puis il reformulait le verset et dictait la correction à un secrétaire qui écrivait le verset corrigé sur une feuille à part. Selon Joseph Smith, le Seigneur l'inspira à réinsérer dans le texte biblique des vérités qui avaient été perdues ou changées depuis la rédaction du texte original. Toujours selon Joseph Smith, son travail rétablissait certaines des choses claires et précieuses qui furent perdues dans la Bible. En tout, Joseph Smith corrigea ou reconstitua 3 400 versets de la Bible.

## Utilisation du terme «traduction»
Dans le titre de l'ouvrage, le mot « traduction » est utilisé d'une manière différente du sens habituel, la traduction de Joseph Smith relevant davantage de la révélation que de la traduction d'une langue dans une autre. Dans le cas de Joseph Smith, « traduire » signifie améliorer ou corriger une traduction existante, ou encore restituer un texte perdu. Selon Joseph Smith, le choix du terme « traduction » vient du Seigneur lui-même dans sa révélation du 7 mars 1831 qui contient ces mots : « Et maintenant, voici, je vous le dis, il ne vous sera pas donné d'en savoir davantage sur ce chapitre jusqu'à ce que le Nouveau Testament soit traduit, et toutes ces choses y seront révélées. » Ce ne devait pas être une traduction dans le sens habituel, impliquant la connaissance des langues bibliques, l'utilisation d'anciens manuscrits et la façon habituelle de procéder de l'érudit, mais plutôt une traduction dans laquelle Joseph Smith discernerait, par révélation, l'intention véritable de la Bible.

## Caractère inachevé
Joseph Smith commença à revoir la Bible en juin 1830 et travailla à ce projet pendant les trois années suivantes. Le 2 juillet 1833, il termina provisoirement ses révisions. Dans les dernières années de sa vie, il avait l'intention de terminer sa correction de la Bible. Dans les sermons qu'il prononçait alors, il parlait fréquemment des passages de la version du roi Jacques qu'il n'avait pas encore changés. En bien des occasions, il cita verbalement sa version de ces passages. Mais l'accroissement de ses responsabilités familiales, ecclésiastiques et civiques ne lui permettait plus de trouver le temps de travailler de façon soutenue et systématique à achever son travail et à préparer le manuscrit pour la publication. Le projet de Joseph Smith de terminer ce travail fut interrompu par sa mort prématurée lorsque, à 38 ans, il fut assassiné.

## Impact
Outre la Bible elle-même, de nombreux textes, qui se trouvent maintenant dans les Doctrine et Alliances, parurent tandis que Joseph Smith travaillait à la traduction révélée. L’étude de la Bible l'incita à interroger Dieu concernant des questions de doctrine et d'organisation. À ces occasions il reçut plusieurs sections des « Hénoc » et une grande partie des informations contenues dans les sections 74, 84, 86, 88, 93, 102, 104, 107, 113 et 132 de Doctrine et Alliances. En outre, il reçut des instructions précises pour la traduction, que l'on trouve dans les « Hénoc ». Quant à la traduction elle-même, on en trouve plusieurs extraits dans le canon des Écritures de l'Église. Le Livre de Moïse et Joseph Smith, Matthieu, que l'on trouve maintenant dans la Perle de Grand Prix, sont tirés de la Traduction de Joseph Smith. Pour les saints des derniers jours, la Traduction de Joseph Smith est un témoin de l'appel et du ministère divins du prophète Joseph Smith. La Traduction de Joseph Smith n'est cependant pas la Bible officielle de l'Église de Jésus-Christ des saints des derniers jours. Bien que l'Église se réfère de temps en temps à la Traduction de Joseph Smith, elle utilise la Bible traditionnelle dans ses publications.